# 魏因加特纳 (姓氏)
魏因加特纳（德語：Weingärtner）可以指：
- 费利克斯·魏因加特纳（德語：Paul Felix von Weingartner，1863年6月6日－1942年5月7日），奥地利指挥家，作曲家。
- 赫尔曼·魏因加特纳（德語：Hermann Weingärtner，1864年8月27日－1919年12月22日），德国体操运动员。

|  | 本页或本分段罗列了姓氏为「魏因加特纳 (姓氏)」的人物。 如果是一个指代特定个人的内链将您引导到本页，請考慮修正該人物的名字以將链接指向正確的條目。 |